# Manuel Arroyo Vázquez
Manuel "Shorty" Arroyo (Santa Rosalía de Camargo, Chihuahua, México 25 de enero de 1918 - 8 de mayo de 2004) fue un beisbolista mexicano, considerado como el "Manager Campeonísimo de la Liga de la Costa del Pacifico" actualmente Liga Mexicana del Pacífico por sus múltiples campeonatos con los "Tacuarineros de Culiacán".
Participó en la Arizona State, Arizona–Texas League, Minor League Baseball, Liga Mexicana de Béisbol, Liga Nacional, Liga Central, Liga Veracruzana y destacando sobre todo en la Liga de la Costa del Pacífico.
Manuel "Shorty" Arroyo conectó el primer cuadrangular en lo que fue el estadio “La Casa del Pueblo," jugando la segunda base y a la vez siendo mánager de Culiacán, se lo conectó a Manuel “Ciclón” Echeverría el 2 de diciembre de 1945 en este parque que a partir de 1955 se llamó “Fernando M. Ortiz” hasta 1972.

## Inicios
Cuando apenas contaba con la edad de tres años, sus padres abandonaron la población chihuahuense para radicar en la ciudad de El Paso, Texas, Estados Unidos, siendo la Bowie High School donde practicó el béisbol ya con un entrenamiento formal, destacando rápidamente y logrando así ser seleccionado para representar a esta ciudad a nivel nacional.
Fue hasta 1930 donde inicio su carrera profesional con el equipo El Paso Texans de la Liga Arizona State equipo donde surgió el sobrenombre de "Shorty" derivado de su baja estatura 1,67 m (5´ 5") y su alto desempeño y poderío dentro del campo. Posteriormente fue transferido a los Milwaukee Brewers AAA, sucursal de los Chicago White Sox.

## Carrera
1938 Inició su carrera profesional en México con los Alijadores de Tampico, bajo la tutela del legendario mánager Guillermo "Yamo" Ornelas, promediando un .280 de bateo.
1939 Manuel "Shorty" Arroyo & Guillermo "Yamo" Ornelas se reencuentran pero esta vez para formar parte del 1.er. Equipo de Monterrey en la " Liga Mexicana", el "Carta Blanca", actualmente Sultanes de Monterrey.
1940 Jugando la primera mitad de la temporada con Carta Blanca Monterrey y finalizándola con Tampico. En esa temporada logró .303 de promedio de bateo, demostrando así su calidad como excelente bateador.
1941 -1944 Manuel "Shorty" Arroyo formó parte de los Alijadores de Tampico por 4 temporadas con un promedio de bateo de .286, teniendo la última temporada un excelente promedio de .313.
1945 Inició participando en la Liga Nacional con los Indios de Juárez, jugando la segunda base donde el equipo terminó en el 3.er. lugar. El 6 de junio de 1945 en la ciudad de Hermosillo, Sonora se anunció oficialmente la integración de la 1.ª edición de la Liga Invernal en México que llevaría por nombre "Liga de la Costa del Pacifico", iniciaría el 27 de octubre del mismo año, en la cual Manuel "Shorty" Arroyo fue invitado a participar con el equipo de Tacuarineros de Culiacán debutando en la liga como el primer mánager jugador que conquisto el campeonato de bateo, con un promedio de .375 así como campeón productor de carreras (42).
El 2 de diciembre de 1945 en la inauguración del el estadio "La Casa del Pueblo" jugando la segunda base con "Tacuarineros de Culiacán", Manuel "Shorty" Arroyo, conectó a Manuel "Ciclón" Echeverría, lo que se le considera como el primer cuadrangular en este estadio, que posteriormente en 1955 fue nombrado "Fernando M. Ortiz", hasta su desaparición en 1972.
Equipos Participantes
| Liga de la Costa del Pacífico 1945-46 |           |                  |                    |                         |           |
| Equipo                                | Fundación | Mánager          | Ciudad             | Estadio                 | Capacidad |
| Ostioneros de Guaymas                 | 1945      | Agustín Bejerano | Guaymas, Sonora    | "Abelardo L. Rodríguez" | 5,000     |
| Queliteros de Hermosillo              | 1944      | Francisco López  | Hermosillo, Sonora | Fernando M. Ortiz       | 5,000     |
| Tacuarineros de Culiacán              | 1945      | Manuel Arroyo    | Culiacán, Sinaloa  | Universitario           | 2,500     |
| Venados de Mazatlán                   | 1945      | Manuel Fortes    | Mazatlán, Sinaloa  | Mazatlán                | ***       |

1946-1948 Manuel "Shorty" Arroyo formó parte de los "Diablos Rojos del México" con un promedio de bateo de .249 jugando la tercera base. Fue en este club su inicio como mánager dentro de la Liga Mexicana, logrando 2 subcampeonatos en 1946 y 1947. Para el invierno de la Temporada 1947-1948, llevó los controles en la 3.ª edición de la Liga de la Costa del Pacífico a los Tacuarineros de Culiacán y fue el año siguiente en el invierno de la temporada 1948-1949, cuando Manuel "Shorty" Arroyo nuevamente dirigió a los Tacuarineros de Culiacán en la 4.ª edición de la Liga de la Costa del Pacífico, logrando el primer campeonato para el equipo, contando con el poderoso picheo por parte de Alfonso "La Tuza" Ramírez  y Tomás Arroyo, los cuales otorgaron muchas satisfacciones al equipo guinda.
1949 Los Charros de Jalisco, antes "Pozoleros de Jalisco" iniciaron su primera etapa de participación en la naciente Liga Mexicana de Béisbol en la cual Manuel "Shorty" Arroyo participó en la primera vuelta, como mánager y jugador simultáneamente con un promedio de bateo de .278. Fue para la segunda vuelta donde dirigió a los Tecolotes de Nuevo Laredo pasando el mismo año a los Indios de Juárez donde manejó únicamente la primera vuelta , en la desaparecida Liga Arizona - Texas, logrando el medio campeonato. Llegado el invierno Manuel "Shorty" Arroyo nuevamente dirigió a los Tacuarineros de Culiacán en la 5.ª edición de la Liga de la Costa del Pacífico, la novedad de este año sería el surgimiento por primera vez de una campaña dividida en dos vueltas con un campeón en cada una, si los clubes líderes en cada mitad fueran distintos se jugaría una serie final por el campeonato, es así como en 1949 Mochis conquistaría la primera vuelta y Culiacán la segunda, efectuándose una histórica remontada por parte de los Tacuarineros, levantándose de un 3-1 en contra, para llevarse la serie y así el campeonato.
1950 Para el verano Manuel "Shorty" Arroyo cubrió la tercera base para los Tecolotes de Nuevo Laredo, de igual manera para el invierno de 1950, Manuel "Shorty" Arroyo retomaría los controles de los guindas "Los Tacuarineros de Culiacán" en Liga de la Costa del Pacífico por 6.ª ocasión, con una temporada particularmente distinta a las anteriores ediciones, pues en esta ocasión la temporada quedaría con dos Campeones al no llevarse a cabo lo convenido un año antes, el líder de la primera vuelta se enfrentaría con el de la segunda para una serie definitiva por el título; en la primera ronda Guaymas quedó como líder mientras que Culiacán hace lo propio en la segunda después de una pésima primera vuelta. Sin embargo, el equipo de Ostioneros se rehusó a jugar la serie final, argumentando no contar con su equipo completo. En consecuencia, la liga no declaró campeón absoluto, por lo que se nombró campeón a los dos equipos líderes, a los Ostioneros de Guaymas y Tacuarineros de Culiacán.
1951 Fue el último año de "Azules de Veracruz" en la Liga Mexicana de Béisbol, equipo que jugó en el Parque Delta. Fue en esta institución que Manuel "Shorty" Arroyo se retiró como jugador activo sin antes ayudar al equipo de Veracruz a conquistar el gallardete. Ese mismo año participó en la película "El Beisbolista Fenómeno" al lado del primer actor, Adalberto Martínez "Resortes", Pedro "Mago" Septien, Lázaro Salazar y Ramón Bragaña. En los trece años como pelotero activo en la Liga Mexicana de Béisbol, Arroyo logró un promedio global de .265 en el ataque, por 702 imparables en 2,646 veces al bat.
Fue la 7.ª edición de la Liga de la Costa del Pacífico la cual inicio el 20 de octubre resaltando ser una de las más cerradas y peleadas de todas las ediciones, en la cual el equipo de los Tacuarineros de Culiacán se consagró como un equipo de gran calidad, en donde Tomás Arroyo y Alfonso “La Tuza” Ramírez,  llevaron el peso de las responsabilidades en el montículo con excelentes números bajo la dirección nuevamente de Manuel "Shorty" Arroyo que tras 20 semanas de cerrada competencia, el domingo 2 de marzo de 1952 los Tacuarineros de Culiacán, se alzaron con su cuarto campeonato consecutivo de la mano de Manuel "Shorty" Arroyo y un inspirado Tomas Arroyo que aplicaría una dolorosa blanqueada a los Venados de Mazatlán.
1952 Para este año Manuel "Shorty" Arroyo se dirigió a la Liga del Sur de Veracruz con Nanchital, logrando llevarlos al campeonato, posteriormente regresando por 8.ª vez a la Liga de la Costa del Pacífico con los "Tacuarineros de Culiacán" con un 4.º sitio general lo que lo llevaría a no regresar la próxima temporada con Culiacán.
1953 Manuel "Shorty" Arroyo Regreso a la Liga de La Costa del Pacífico, esta vez con los Naranjeros de Hermosillo en busca de repetir sus grandes logros con los guindas, los cuales no pudieron llevarse a cabo, dirigiendo únicamente la primera vuelta con Hermosillo. Posteriormente dirigió a los Dorados de Chihuahua llevándolos al campeonato de la Liga Central.
1955 Dirigiendo a los "Dorados de Chihuahua" en la Liga Central, el equipo norteño logra el campeonato venciendo a los Indios de Juárez. Para el invierno Manuel "Shorty" Arroyo regreso dominante al equipo de sus amores "Tacuarineros de Culiacán" en la 11.ª edición de la Liga de la Costa del Pacífico y fue el 8 de enero de 1956 cuando Culiacán se coronara campeón al ganar la primera y segunda vuelta del torneo.
1956 Nuevamente en verano Manuel "Shorty" Arroyo manejó a "Dorados de Chihuahua" para el invierno a Tacuarineros de Culiacán.
1957 En el verano los "Dorados de Chihuahua" de la mano del "Shorty" logran el campeonato indiscutible para ser el tercero con el equipo de Dorados. Ese invierno Manuel "Shorty" dirigiría por última vez a los Tacuarineros de Culiacán en lo que fue el final de la "Liga de la Costa del Pacifico".
1958 Una vez más Manuel "Shorty" Arroyo regresó a dirigir a los "Dorados de Chihuahua".
1959 Radicando en la frontera Ciudad Juárez, Manuel "Shorty" Arroyo dirigió a los Indios de Juárez en la segunda versión de la Liga Nacional, llevándolos al campeonato.
1960 En la 36.ª edición de la Liga Mexicana, Los "Sultanes de Monterrey" y Anuar Canavati firmarían al siempre peleador chihuahuense Manuel "Shorty" Arroyo para dirigirlos.
1961 El Equipo de las "Águilas de León"  sería dirigido por Manuel "Shorty" Arroyo en lo que fue la Liga Central. 
1962 En una segunda etapa Manuel "Shorty" Arroyo, regresa a los "Diablos Rojos del México" como mánager en la "Liga Mexicana". En el invierno emigro a la " Liga Invernal Veracruzana " donde dirigió a los "Petroleros de Minatitlán", equipo que domino toda la temporada de una manera aplastante, desafortunadamente la Liga Veracruzana desapareció principalmente por exceso de nómina como fue el caso de los Petroleros de Minatitlán.
1963  El "Manager Campeonísimo" fungiría como mánager con el equipo de Petroleros de Poza Rica.
1964  Manuel "Shorty" Arroyo dirigió a los Rojos de San Luis Potosí únicamente la primera vuelta del torneo.
1976  El regreso como entrenador Manuel "Shorty" Arroyo con los Indios de Juárez por ser su lugar de residencia, la primera frontera de México, Cd. Juárez Chihuahua.

## Campeonatos en la "Liga de la Costa del Pacifico"
| Temporada | Equipo Campeón                                | Serie | Equipo Subcampeón           | Mánager Campeón                  |
| --------- | --------------------------------------------- | ----- | --------------------------- | -------------------------------- |
| 1948-49   | Tacuarineros de Culiacán                      | *     | Trigueros de Ciudad Obregón | Manuel Arroyo                    |
| 1949-50   | Tacuarineros de Culiacán                      | 4-3   | Pericos de Los Mochis       | Manuel Arroyo                    |
| 1950-51   | Ostioneros de GuaymasTacuarineros de Culiacán | *     | No hubo                     | Luis Montes de Oca Manuel Arroyo |
| 1951-52   | Tacuarineros de Culiacán                      | *     | Venados de Mazatlán         | Manuel Arroyo                    |
| 1955-56   | Tacuarineros de Culiacán                      | *     | Campeón del Rol Regular     | Manuel Arroyo                    |

Nota: El (*) significa que el campeón se definió por la primera posición al final de temporada.
Nota: La temporada 1950-1951 tuvo dos campeones, Tacuarineros de Culiacán y Ostioneros de Guaymas.

## Juego de Estrellas "Liga de la Costa del Pacifico"
Cada temporada en la antigua "Liga de la Costa del Pacifico"  realizaba un encuentro entre sus diferentes peloteros destacados en cada temporada denominado "Juego de Estrellas"  donde Manuel "Shorty" Arroyo participó en 6 ediciones de manera sobresaliente.
| Año       | Juego de Estrellas     |
| --------- | ---------------------- |
| 1946-1947 | Tercera Base           |
| 1947-1948 | Tercera Base           |
| 1948-1949 | Tercera Base - Mánager |
| 1949-1950 | Mánager                |
| 1950-1951 | Mánager                |
| 1952-1953 | Entrenador             |

## 25 de enero - Día "Manuel Arroyo"
Después de 8 años al frente de la escuadra de los "Tacuarineros de Culiacán", Manuel "Shorty" Arroyo,  fue homenajeado por sus aficionados, Directiva y cronistas deportivos de la Liga de la Costa del Pacífico anunciarían que a partir del 25 de enero de 1953 se celebraría como el "Día Manuel Arroyo" en todo Culiacán Sin. Este homenaje celebraba el nacimiento del Chihuahuense que en ese momento cumplía 35 años de edad, reconociéndole además, sus 4 campeonatos consecutivos con los "Tacuarineros de Culiacán" una hazaña difícil de igualar y por la cual recibiera el apodo del "Manager Campeonísimo".

## Fallecimiento
A mediados del 2001, radicando en Ciudad Juárez, Chihuahua y disfrutando ya de su retiro, Manuel "Shorty" Arroyo fue diagnosticado con Alzheimer y Parkinson, enfermedades que afectaron su salud considerablemente. El 8 de mayo del 2004, a la edad de 88 años falleció en la ciudad de El Paso, Texas.